# Manlio Busoni
Manlio Busoni (Empoli, 24 giugno 1907 – Roma, 19 marzo 1979) è stato un attore e doppiatore italiano.

## Biografia
Ha esordito nel cinema come attore nel 1946, interpretando il ruolo dell'ispettore di polizia ne La primula bianca di Carlo Ludovico Bragaglia e proseguendo quest'attività fino ai primi anni settanta in film come Io, Amleto di Giorgio Simonelli (1952), Casta Diva di Carmine Gallone (1954), Peccato che sia una canaglia di Alessandro Blasetti (1954), La battaglia di El Alamein di Giorgio Ferroni (1969) ed Il delitto Matteotti di Florestano Vancini (1973).
All'inizio degli anni quaranta è entrato a far parte della Compagnia del Teatro di Prosa di Radio Roma dell'EIAR e successivamente della Compagnia del Teatro Comico di Radio Roma della Rai, esibendosi come attore radiofonico sino alla fine degli anni 60.
Ha interpretato anche molti sceneggiati televisivi, come Ottocento di Anton Giulio Majano (1959), Le notti bianche di Vittorio Cottafavi (1962), La figlia del capitano (1965), Il conte di Montecristo (1966), L'affare Dreyfus (1968) e Le inchieste del commissario Maigret (1965-1972), con la regia di Mario Landi, nel ruolo dell'ispettore Torrence a fianco di Gino Cervi.
Busoni è noto per aver prestato la voce, tra gli altri, a Frank Ferguson, John Hoyt, Morris Ankrum, Arthur O'Connell, Philip Ober, Kent Smith, Douglas Spencer, E.G. Marshall, Alan Mowbray, Edmond O'Brien, Rex Ingram, Lee Van Cleef, Peter van Eyck, John Williams, Ray Collins, Hume Cronyn, Edward Platt, Vaughn Taylor, Michael Pate, Slim Pickens, Tom Helmore, George Kennedy, Douglas Kennedy, Whit Bissell e Ralph Bellamy.
Ha doppiato inoltre, per il cinema d'animazione Disney, i personaggi di Akela ne Il libro della giungla (1967) e Brontolo in Biancaneve e i sette nani (edizione del 1972). Inoltre ha doppiato in italiano George Voskovec nel film La parola ai giurati senza però dargli un accento straniero.
La figlia Vanna Busoni è anch'ella attrice e doppiatrice.

## Filmografia
- Roma città libera, regia di Marcello Pagliero (1946)
- L'angelo e il diavolo, regia di Mario Camerini (1946)
- La primula bianca, regia di Carlo Ludovico Bragaglia (1946)
- Molti sogni per le strade, regia di Mario Camerini (1948)
- Contro la legge, regia di Flavio Calzavara (1950)
- Altri tempi, regia di Alessandro Blasetti (1951)
- La pattuglia dell'Amba Alagi, regia di Flavio Calzavara (1953)
- Ho scelto l'amore, regia di Mario Zampi (1953)
- Casa Ricordi, regia di Carmine Gallone (1954)
- Terza liceo di Luciano Emmer (1954)
- Peccato che sia una canaglia, regia di Alessandro Blasetti (1954)
- Proibito, regia di Mario Monicelli (1954)
- Vestire gli ignudi, regia di Marcello Pagliero (1954)
- Casta Diva, regia di Carmine Gallone (1954)
- Bravissimo, regia di Luigi Filippo D'Amico (1955)
- Una pelliccia di visone, regia di Glauco Pellegrini (1956)
- Adorabili e bugiarde, regia di Nunzio Malasomma (1958)
- Amore o qualcosa del genere, regia di Dino Bartolo Partesano (1968)
- Diario di una schizofrenica, regia di Nelo Risi (1968)
- La battaglia di El Alamein, regia di Giorgio Ferroni (1968)
- Il delitto Matteotti, regia di Florestano Vancini (1973)

## Doppiaggio

### Film cinema
- Arthur O'Connell in Anatomia di un omicidio, Dove la terra scotta, L'uomo dal vestito grigio, La città nuda
- Gérard Tichy in L'uomo che viene da Canyon City, Colpo maestro al servizio di Sua Maestà britannica, Un dollaro per 7 vigliacchi
- Dave Barry in A qualcuno piace caldo
- Roy Barcroft in Due pistole per due fratelli
- Kent Smith in Il falso generale
- Walter Bedell Smith in All'inferno e ritorno
- Douglas Spencer in La sconfitta di Satana, Il magnifico scherzo
- John Kellogg in Rancho Notorious
- William Waterman in L'appartamento
- Hugh Sanders in Gardenia blu
- Theodore Newton in La legge del Signore
- Mario Siletti in Don Camillo
- Mario Giovanni Siletti in La tragedia del Rio Grande
- Vincent Barbi in Fluido mortale
- Richard Devon in I tre sceriffi
- Frank Faylen in Sfida all'O.K. Corral
- Hume Cronyn in Il fantasma dell'Opera
- Panos Papadopulos in Per qualche dollaro in più
- Lilo Yarson in Arco di trionfo
- Edward Platt in Intrigo internazionale
- William Henry in Soldati a cavallo
- Ignazio Balsamo in Zorro contro Maciste
- Robert Coote in Rommel, la volpe del deserto
- E.G. Marshall in Chiamate Nord 777
- Chuck Hayward in Il grande paese
- Robert Bray in Sangue sulla luna
- Pedro Armendáriz in Diana la cortigiana
- Erik Strandmark in Il settimo sigillo
- John Williams in Sabrina
- Ray Collins in Ore disperate
- Alec Guinness in Il dottor Zivago
- Walt Disney ne Il drago riluttante
- Henry Silva in Viva Zapata!
- John Hoyt in Giulio Cesare
- Anthony Quayle in Operazione Crossbow
- Robert Ryan in Io sono la legge
- John Marley in Gli esclusi
- Jonathan Hale in Avvocato di me stesso
- Don Shelton in Assalto alla terra
- Adolfo Consolini in Cronache di poveri amanti
- Vittorio Duse in Il sole negli occhi
- Gordon Oliver in La città del piacere
- Lex Barker in La moglie celebre
- Jack Lambert in Lo spettro di Canterville
- Rusty Lane in Dietro lo specchio
- Dean Jagger in Vento caldo
- Jud Taylor in Prima linea
- Franco Scandurra in Una vita difficile
- Albert Médina in Le donne sono deboli
- Francesco Mulè in Racconti d'estate
- William Schallert in Costretto ad uccidere
- James Daly in Il pineta delle scimmie
- Howard St. John: in Il fidanzato di tutte
- Raymond Bussières in Il quartiere dei lillà
- Michael Pate in Hondo
- Martin Garralaga in Duello sulla Sierra Madre
- Georg Lehn in Resurrezione
- Simon Oakland in L'investigatore
- Walter Greaza in Attenti alle vedove
- John Gregson in La notte dei generali
- Philip Ober in La lancia che uccide
- Ford Rainey in Gli uomini della terra selvaggia
- Raymond Greenleaf in Dan il terribile
- Clive Morgan in I giovani leoni
- Peter van Eyck in Gente di notte, Rapporto confidenziale
- Ron Randell in Il re dei re
- Sheb Wooley in Mezzogiorno di fuoco
- James Willmas in La jena di Oakland
- James Bell in L'assedio di fuoco
- George Coulouris in Appuntamento fra le nuvole
- Larry Thor in La legge del mitra
- Philip Ahn in Okinawa
- Leonardo Bragaglia in L'angelo bianco
- George O'Hanlon in Kronos, il conquistatore dell'universo
- Hayden Rorke in Un pizzico di fortuna
- Gene Krupa in Colpo di fulmine
- Michael St. Clair in Il colonnello Von Ryan
- Lee Montague in L'inchiesta dell'ispettore Morgan
- Andrè Valmy in Prima del diluvio
- Richard H. Cutting in Sfida nella città morta
- Harry Bernard in C'era una volta un piccolo naviglio
- Val Avery in Il giorno della vendetta
- James Millican in Alba di fuoco
- Horace McMahon in Giacomo il bello, Inchiesta pericolosa
- Félix Dafauce in Il segreto di Cristoforo Colombo
- Voce narrante in L'indiana bianca, Le avventure del capitano Hornblower, il temerario, Buongiorno Miss Dove, Vacanze a Ischia, Il corsaro della mezza luna, La bella mugnaia, Tempo di villeggiatura

### Film d'animazione
- Narratore ne Il piccolo Hiawatha (ed. 1971)
- Brontolo in Biancaneve e i sette nani (ed. 1972)
- Imbonitore #3 in Pinocchio
- Re degli Scacchi in Paperino nel mondo della matemagica (ed. 1960)
- Akela in Il libro della giungla

## Prosa radiofonica
- EIAR
- Ninna nanna a Gesù, radiocommedia di Enrico Pea, regia di Guglielmo Morandi, trasmessa il 6 gennaio 1942
- La stella sul mondo, di Gino Valori, regia di Guglielmo Morandi, trasmessa il 4 gennaio 1943.
- RAI
- L'ora del delitto, giallo radiofonico di Tito Guerrini, regia di Pietro Masserano Taricco, trasmesso il 1 agosto 1951
- Un tale che passa, di Gherardo Gherardi, regia di Sergio Tofano, trasmessa il 29 luglio 1952.
- Seline, di Alfio Valadarnini, regia di Anton Giulio Majano, trasmessa il 1 novembre 1952
- Ma non è una cosa seria, di Luigi Pirandello, regia di Anton Giulio Majano, trasmessa il 10 gennaio 1955
- Le convenienze teatrali, commedia di Antonio Simeone Sografi, regia di Pietro Masserano Taricco, trasmessa il 16 marzo 1955
- Il cocomero, di Gino Rocca, regia di Guglielmo Morandi, trasmesso il 21 febbraio 1961

## Prosa televisiva Rai
- L'orologio a cucù, di Alberto Donini, regia di Guglielmo Morandi, trasmessa il 3 gennaio 1957
- La nostra pelle di Sabatino Lopez, regia di Daniele D'Anza, trasmessa dal Programma Nazionale il 21 maggio 1965.
- Un ultimo sacrificio, di Aleksandr Nikolaevič Ostrovskij, regia di Alessandro Brissoni, trasmessa il 21 giugno 1963.
- Delitto a Corfù, di Massimo Dursi, regia di Giacomo Colli, trasmesso il 19 gennaio 1964